# 天仙子白粉菌
天仙子白粉菌（学名：Erysiphe hyoscyami）是属于白粉菌目白粉菌科白粉菌属的一种真菌，寄生在天仙子属植物上。该种分布于中国、德国等地。